# John Glover (Fußballspieler)
John William Glover (* 28. Oktober 1876 in West Bromwich; † 20. April 1955 in Dudley; auch Jack Glover) war ein englischer Fußballspieler. Als rechter Verteidiger gewann er 1901 mit dem FC Liverpool die englische Meisterschaft.

## Leben
Der in West Bromwich geborene und aufgewachsene Glover begann seine Karriere 1897 bei den Blackburn Rovers. Ab 1900 spielte er beim FC Liverpool, mit dem er in der Saison 1900/01 die englische Meisterschaft gewann. 1904 wechselte Glover zu Birmingham City, wo er bis 1908 spielte. Danach folgten zwei Jahre beim unterklassigen Verein Brierley Hill Alliance und 1910 sein Karriereende.
Insgesamt hatte Glover für Liverpool und Birmingham 175 Erstligaspiele bestritten.
Nach dem Ende seiner sportlichen Laufbahn besaß Glover einen Pub in Dudley. Außerdem vertrat er die Grafschaft Shropshire im Bowls. Er starb 1955 im Alter von 78 Jahren.

## Erfolge
- Englischer Meister: 1901

## Weblink
- Profil bei lfchistory.net